# 贝内蒂采

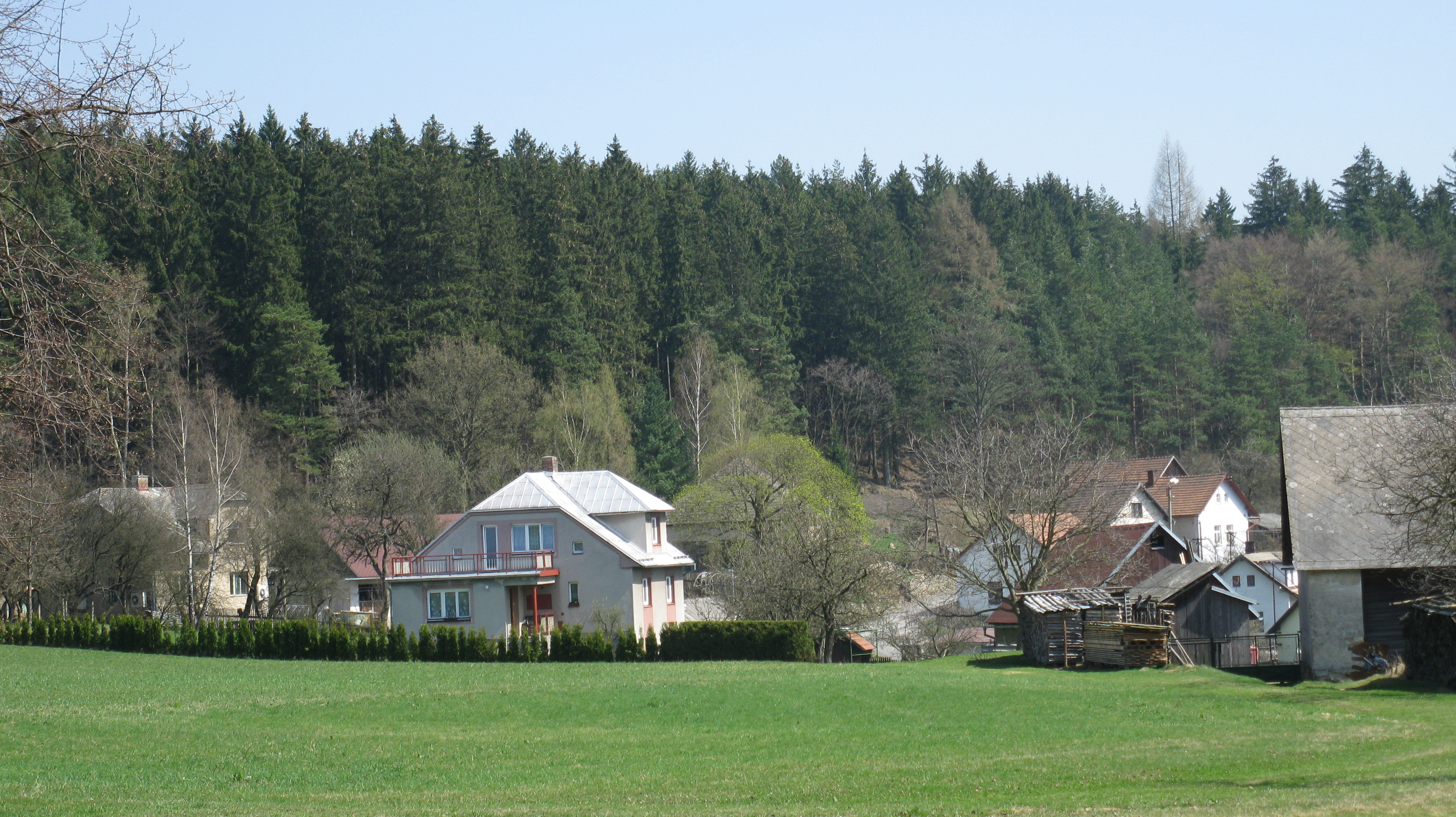
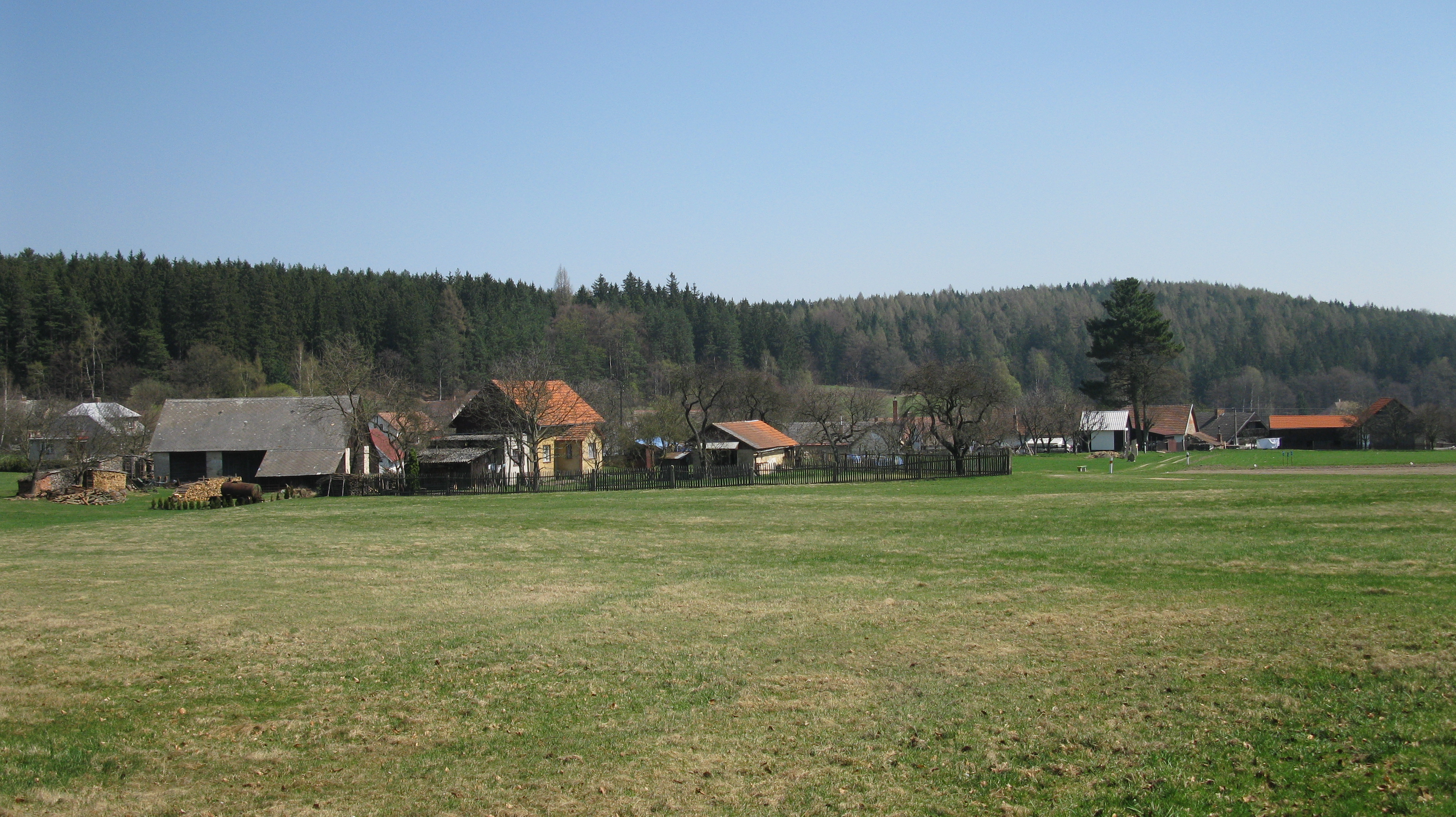
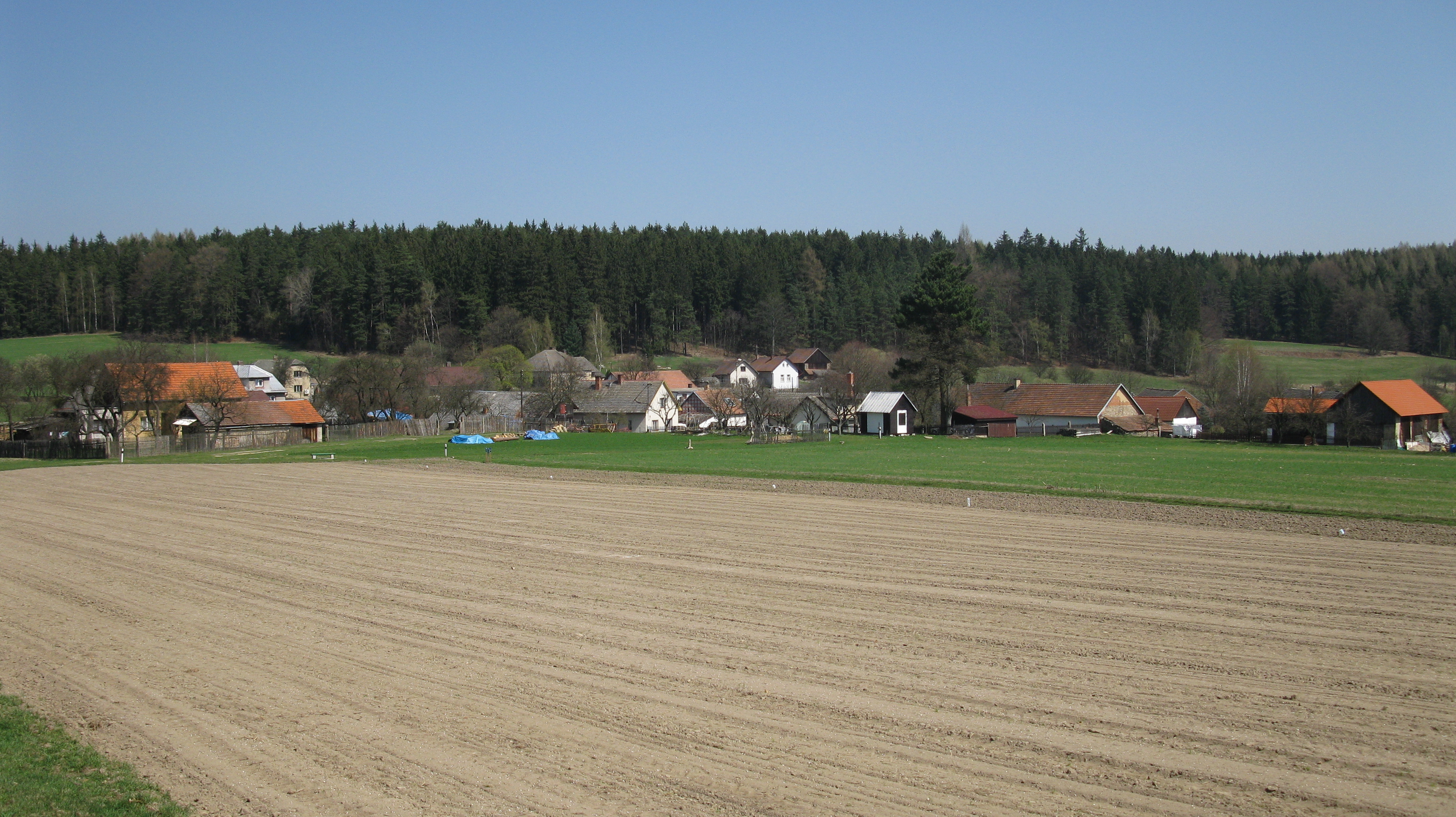
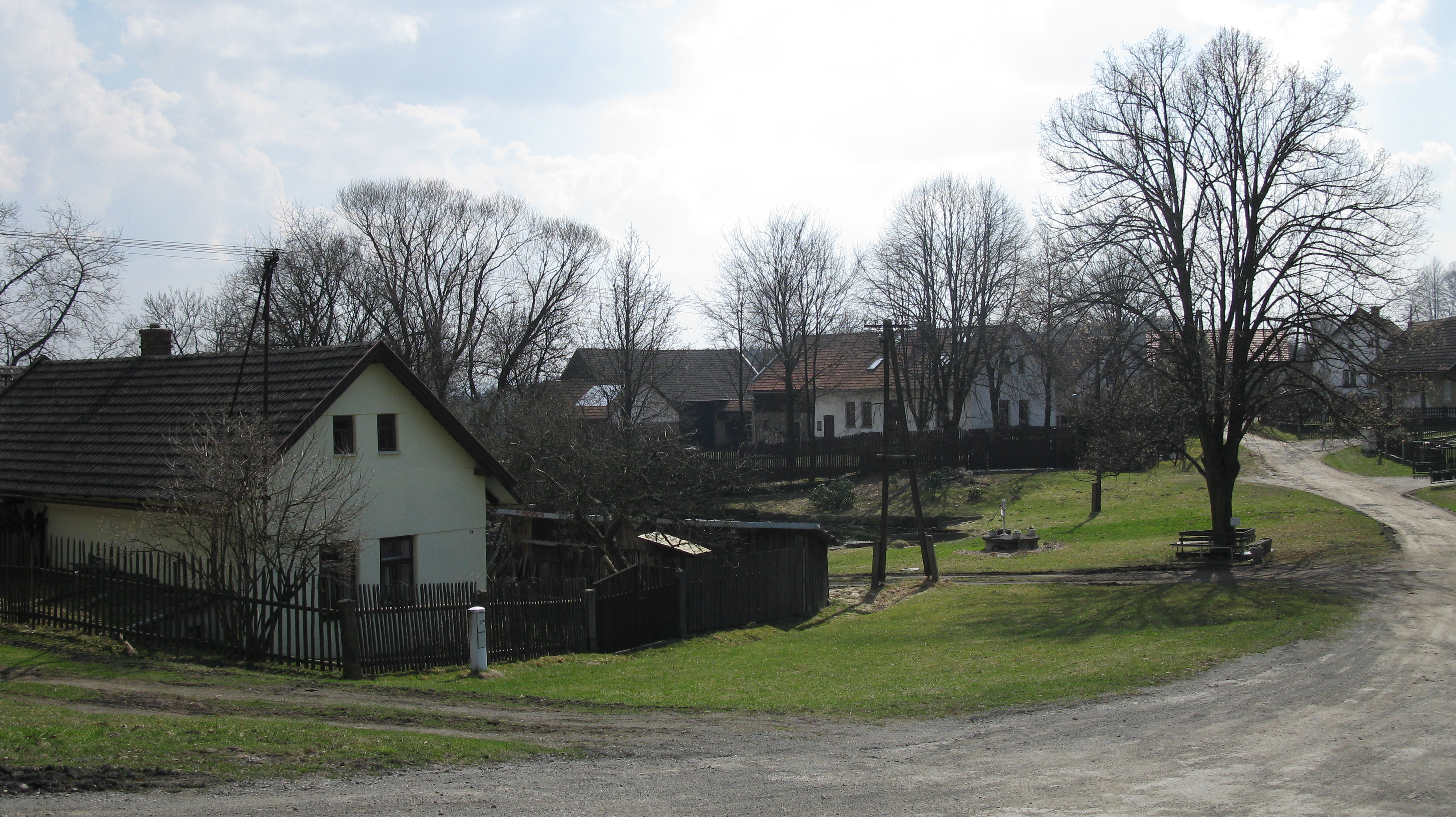
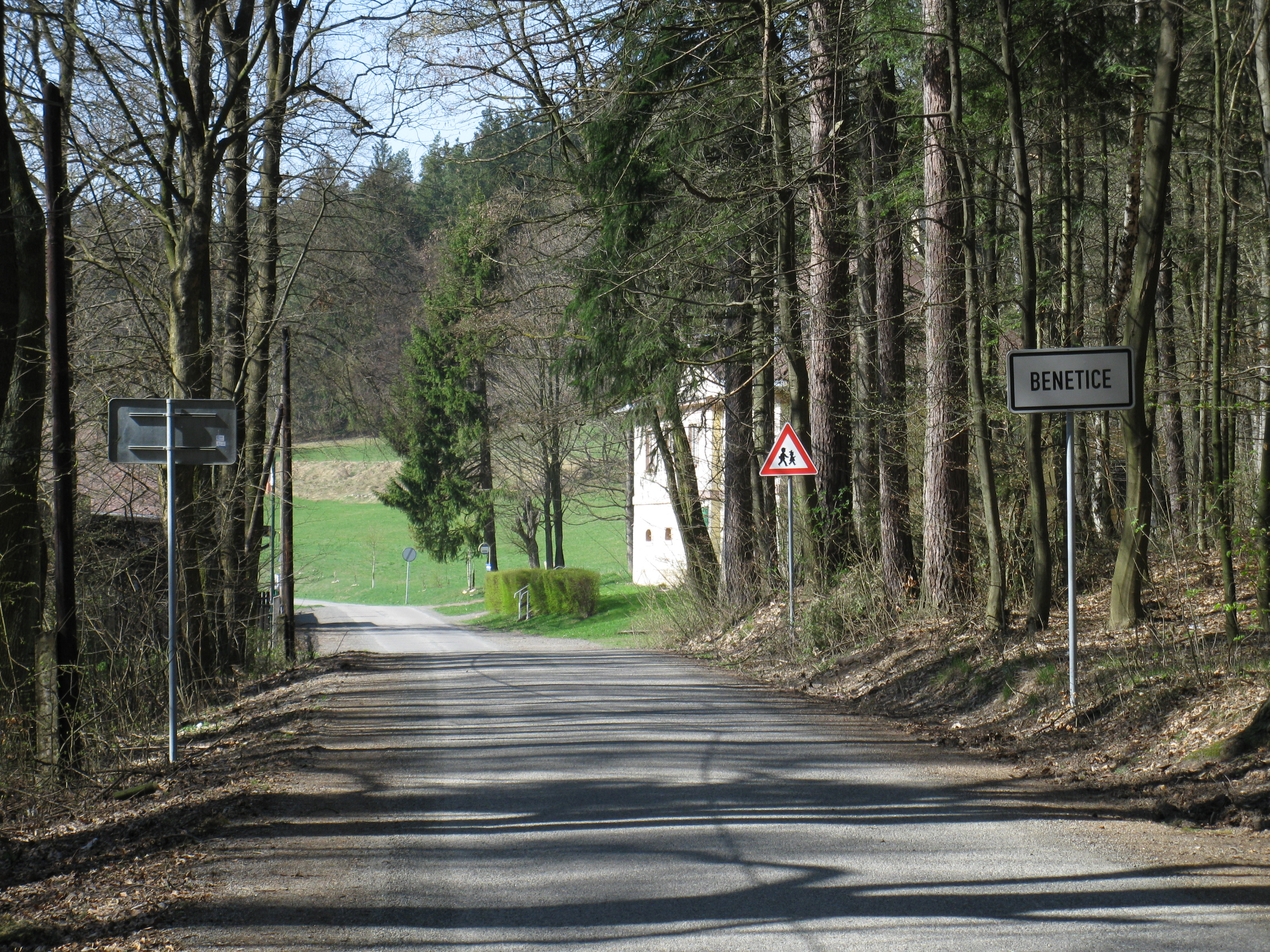
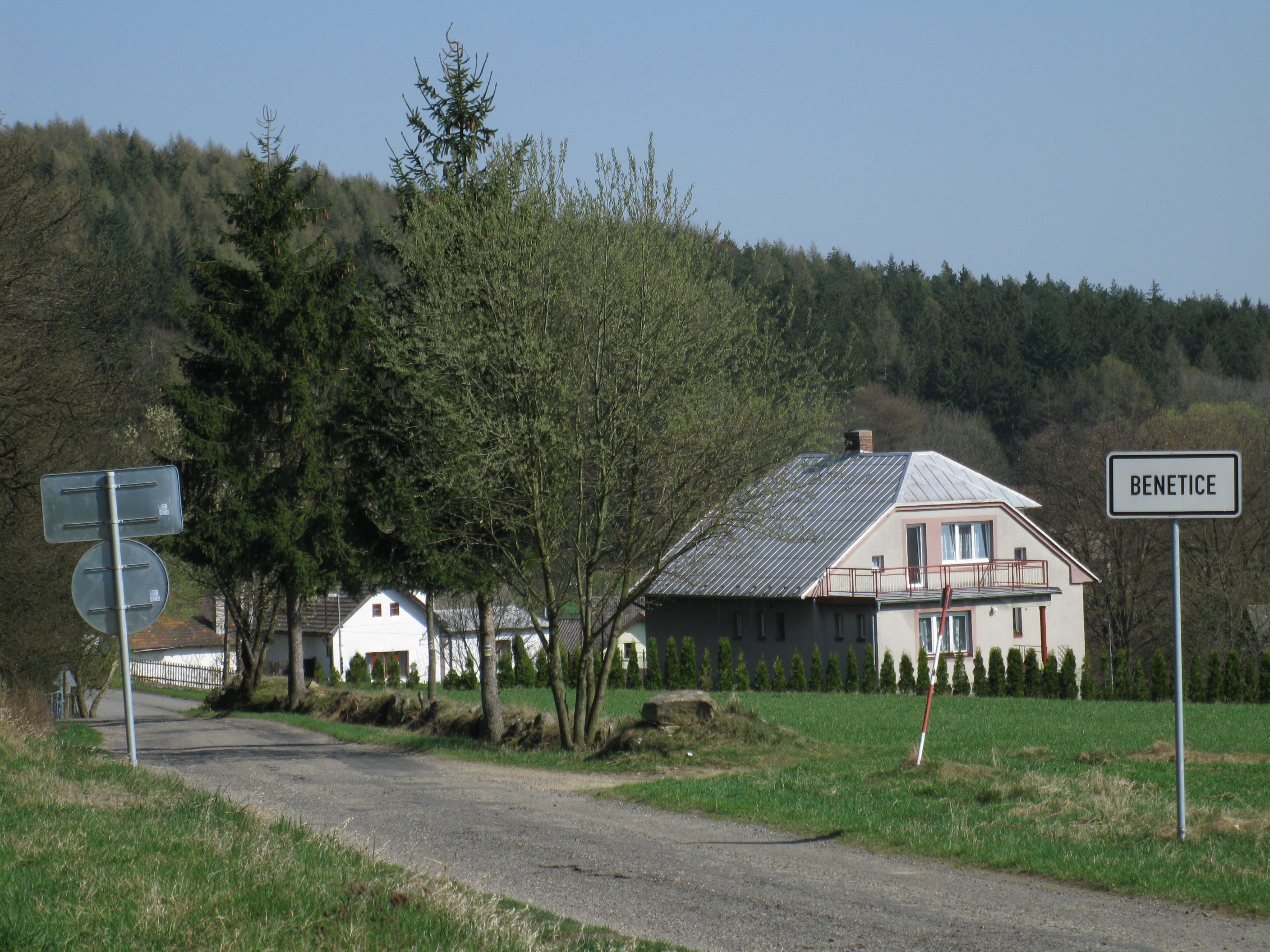
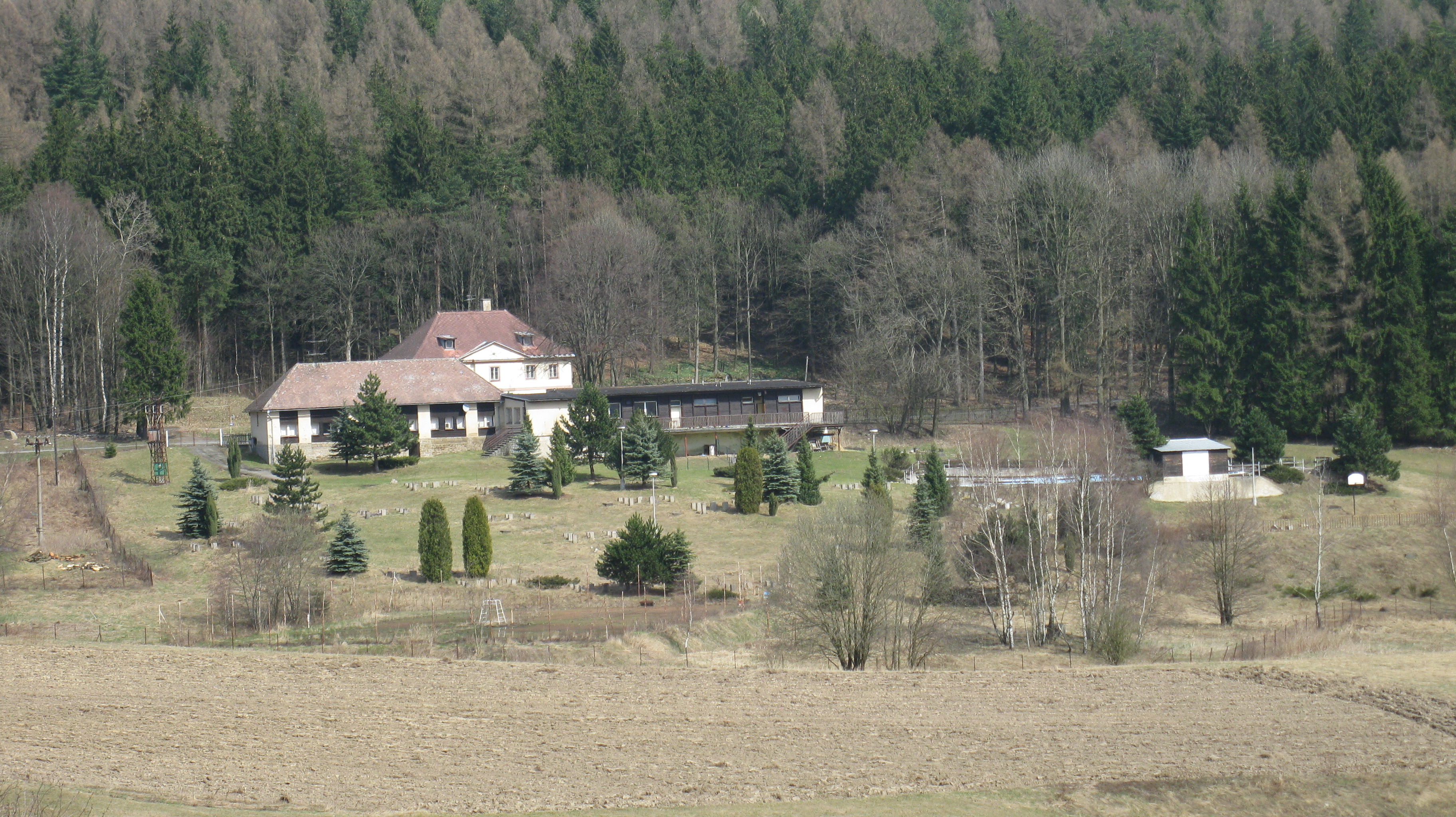
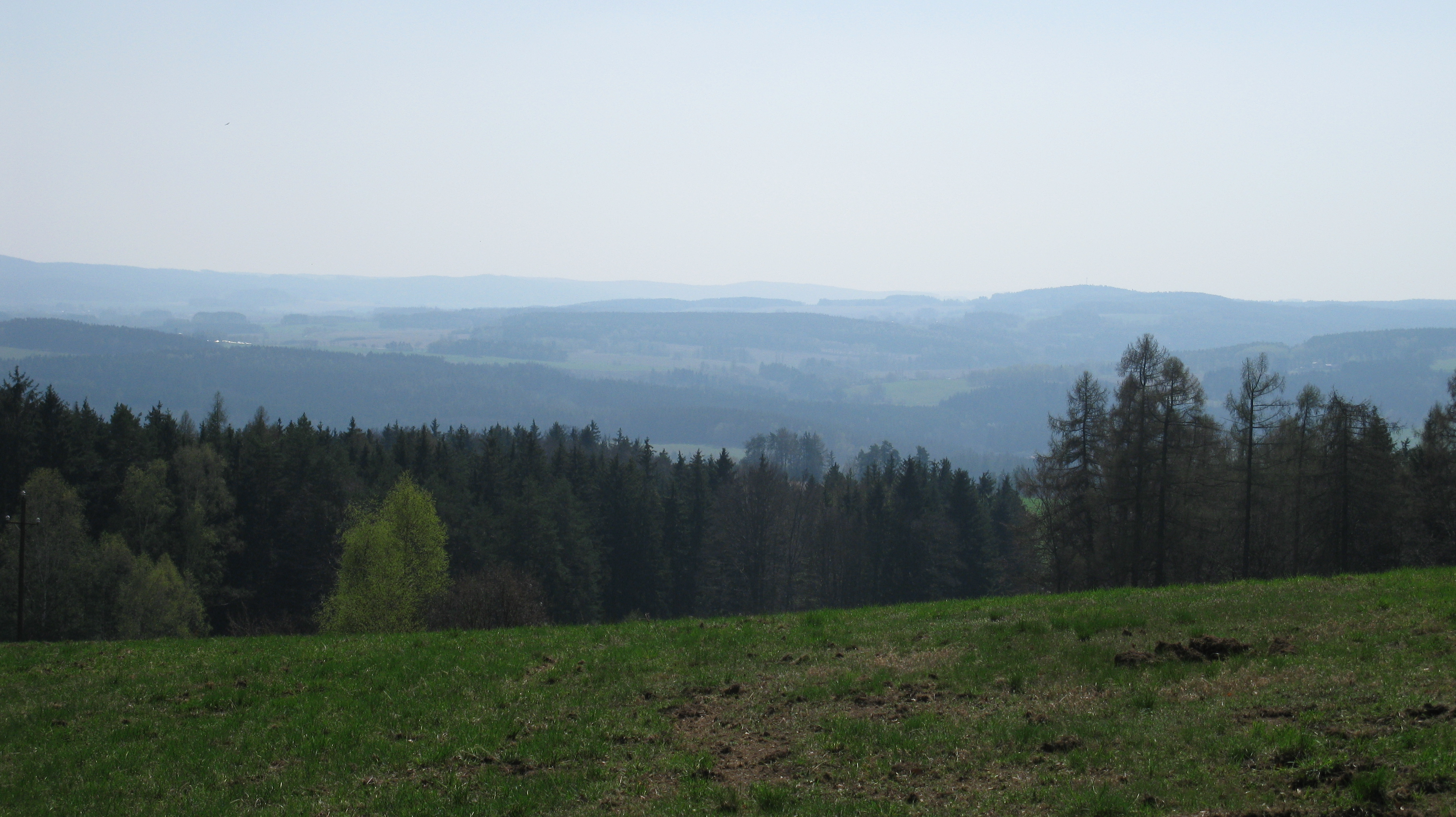

贝内蒂采（Benetice）是位於捷克維索基納州薩扎瓦河畔斯韋特拉附近的一个小村庄。
在該村曾有個玻璃工厂。它現在已經不再存在，但該村當地的一些名字卻依然以過去玻璃工厂來命名像是「Na sušírnách」或「Sklárenský rybník」（池塘的名字）。 該村有一個度假營地。這是捷克的先驅團度假營地之一（先驅團是捷克類似救國團的組織），會有來自匈牙利、波兰和德国的青年人使用這個營地。在該村廣場有一棵很老的菩提树，它是1945年被種植的。也可以在該村看見著名的黎尼斯城堡。

## 外部連結
- www.benetice.eu（页面存档备份，存于） （捷克文）（英文）
- 關於Benetice的介紹 （捷克文）
- 關於度假營地的介紹 （捷克文）
- 關於度假營地的更多資訊 （捷克文）
- Benetice的地圖（页面存档备份，存于） （捷克文）

49°41′0.65″N 51°21′18.78″E / 49.6835139°N 51.3552167°E